# حيدر أباد (غافروبارمون)
حیدر أباد (بالفارسية: حیدرآباد) هي قرية تقع في إيران في قسم غافروبارمون الريفي. يقدر عدد سكانها بـ 55 نسمة بحسب إحصاء 2016.